# Březinky
Březinky jsou obec v okrese Svitavy v Pardubickém kraji. Žije zde 123 obyvatel.

## Historie
První písemná zmínka o obci pochází z roku 1361.

## Přírodní poměry
Místní částí Nectava protéká stejnojmenný potok.
Na území obce se rozkládá Přírodní park Bohdalov-Hartinkov.

## Obyvatelstvo
| Rok            | 1869 | 1880 | 1890 | 1900 | 1910 | 1921 | 1930 | 1950 | 1961 | 1970 | 1980 | 1991 | 2001 | 2011 | 2021 |
| -------------- | ---- | ---- | ---- | ---- | ---- | ---- | ---- | ---- | ---- | ---- | ---- | ---- | ---- | ---- | ---- |
| Počet obyvatel | 245  | 249  | 248  | 211  | 196  | 207  | 191  | 157  | 193  | 192  | 210  | 148  | 143  | 134  | 120  |
| Počet domů     | 41   | 41   | 42   | 42   | 42   | 41   | 44   | 44   | 47   | 51   | 47   | 56   | 57   | 58   | 59   |

## Obecní správa
Mezi lety 1869–1975 Březinky byly obcí v okrese Moravská Třebová (1869–1950) a později v okrese Svitavy. Od 1. ledna 1976 do 31. srpna 1990 patřily jako část obce k Chornicím a od 1. září 1990 jsou opět samostatnou obcí.

### Části obce
- Březinky
- Nectava

### Obecní symboly
Znak a vlajka byly obci uděleny rozhodnutím předsedkyně Poslanecké sněmovny Parlamentu České republiky dne 12. dubna 2024.

## Galerie

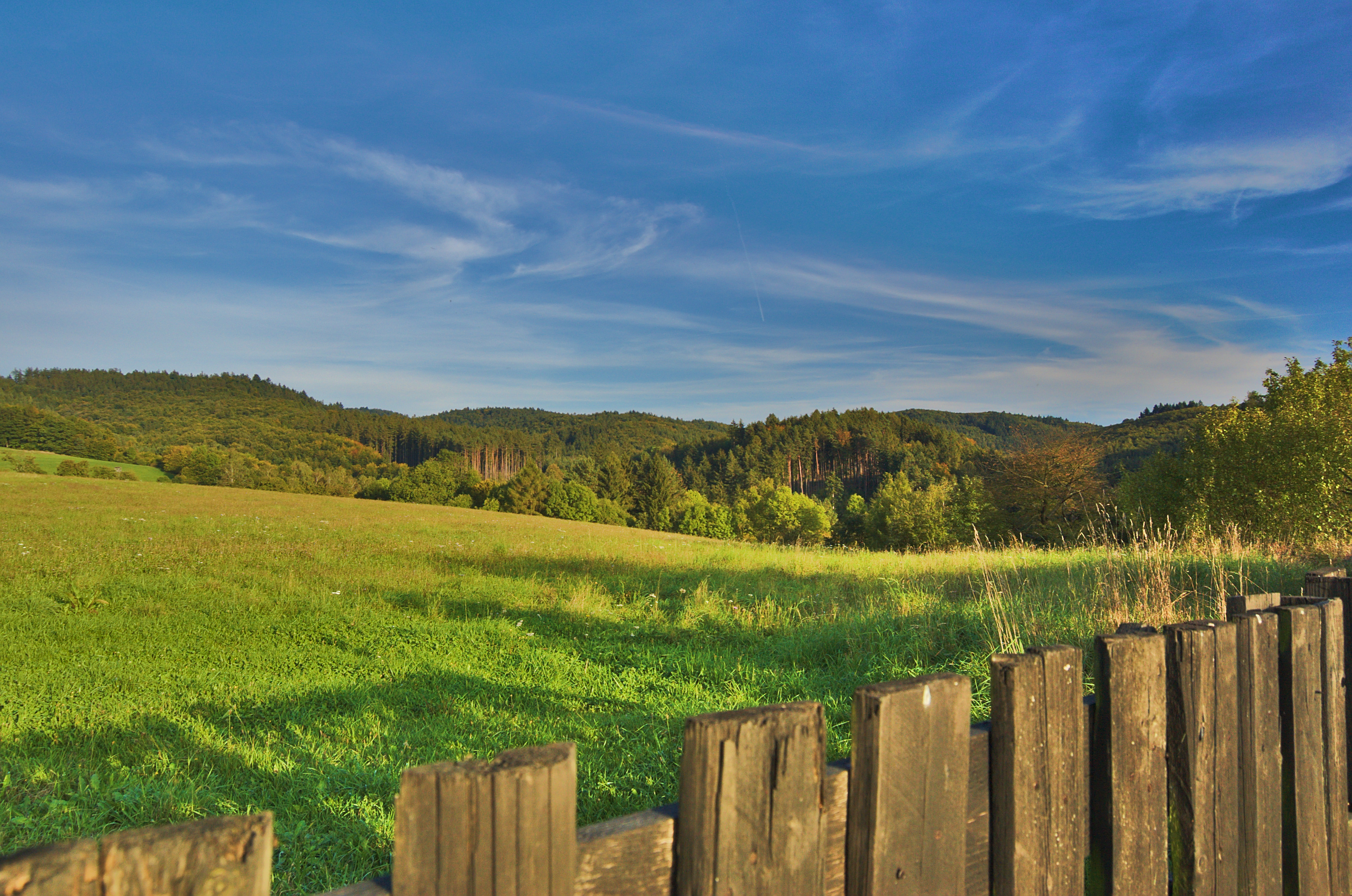
Přírodní park Bohdalov-Hartinkov